# Эши, Джордж
Джордж Эши (англ. George Ashie) — ганский боксер-профессионал выступающий в первой средней, первой полусредней и лёгкой весовых категориях. Чемпион по версии Африканского боксерского союза (ABU), чемпион стран Содружества (Британской империи), чемпион Ганы и чемпион Африки по версии WBO.

## Карьера
Джорж Эши дебютировал на профессиональном ринге 1 ноября 2003 года проиграв по очкам Фусеини Ахмеду.  28 октября 2006 года вышел на свой первый титульный бой — за вакантный титул чемпиона стран Содружества во втором полулёгком весе против британского спортсмена Кевина Митчелла (21-0). Бой завершился победой Митчелла единогласным судейским решением. 
26 декабря 2009 года в поединке с нигерийским спортсменом Таофиком Бисугой (10-1) выиграл свой вакантный титул чемпиона по версии Африканского боксерского союза (англ. African Boxing Union) во втором наилегчайшем весе. 14 апреля 2012 года в поединке со своим соотечественником Билалом Мохаммедом (22-4), выиграл два вакантных титула в лёгком весе — чемпиона по версии Африканского боксёрского союза и чемпиона стран Содружества. 10 ноября 2012 года проиграл своему соотечественнику Эммануэлю Тагое в бою за титул интернационального чемпиона в лёгком весе по версии WBA. 5 декабря 2014 года нокаутировал танзанийского спортсмена Аллана Камоте (27-5-4) и выиграл титул временного чемпиона Африки в лёгком весе по версии WBO. 15 июля 2016 года выиграл вакантный титул чемпиона Ганы в лёгком весе. 27 апреля 2018 года в поединке с южноафриканским боксёром  Майклом Мокоеной (12-1), повторно завоевал титул чемпиона Африки по версии WBO в лёгком весе.